# Tianlian I-03
O Tianlian I-03 (chinês simplificado: 天链一号03, chinês tradicional: 天鏈一號03), também conhecido como Tian Lian 1C, TL-1C, é um satélite de comunicação geoestacionário chinês construído pela China Academy of Space Technology (CAST) que é operado pela China Aerospace Science and Technology Corporation (CASC). O satélite foi baseado na plataforma DFH-3 Bus.

## Objetivo
O satélite tem várias funções e vai servir principalmente para fornecer comunicações para as próximas missões de voo espacial tripulado da China.

## Lançamento
O satélite foi lançado com sucesso ao espaço no dia 25 de julho de 2012 por meio de um veículo Longa Marcha 3C a partir do Centro Espacial de Xichang, na China.